# Облога Смоленська (1514)
Облога Смоленська (1514) — облога та взяття Смоленська московським військом під командуванням Василія III 29 липня — 1 серпня 1514 року під час московсько-литовської війни 1512—1522 років

## Передумови
Восени 1512 року війська Великого князівства Московського розпочали війну, підійшовши до Смоленська, облога якого (1512—1513 роки) була безрезультатною. Такою ж безрезультатною була облога Смоленська влітку 1513 року. Для третьої облоги Василій III зібрав велику армію (до 30 тис. чоловік), в яку, крім важкої облогової артилерії, був включений новий для армії Московського князівства рід військ — пищальники. Загальне керівництво кампанією здійснював воєвода князь Даниїл Щеня, смоленською операцією керував воєвода князь Михайло Глинський.

## Облога
15 липня московське військо підійшло до Смоленська та розпочало підготовку до штурму. Навколо фортеці побудували частокіл, навпроти воріт були споруджені рогатки для попередження вилазок гарнізону. Підготовка була завершена через 2 тижні і 29 липня почався артилерійський обстріл. Всього у московитів було близько 140 (за іншими даними — 300) гармат під командуванням гармаша Стефана, які завдали значних збитків Смоленську, обороною якого командував воєвода Юрій Сологуб.
Гарнізон Смоленська запропонував розпочати переговори, проте це прохання було відкинути Василієм III, який вимагав негайної здачі міста. Під тиском городян литовський гарнізон 31 липня капітулював і 1 серпня московське військо увійшло до міста.
Смоленський єпископ Варсонофій відслужив молебень, під час якого городяни присягнули на вірність московському князю. Юрій Сологуб відмовився присягати та був відпущений у Литву, де був страчений за здачу міста.